# Col de l'Iseran
Col de l'Iseran (2.764 m.o.h.) er et bjergpas i Frankrig. Landevejen over passet er det højeste asfaltbelagte pas i Alperne. Col de l'Iseran er en del af De grajiske Alper. Passet ligger i departementet Savoie, nær grænsen til Italien og krydses af landevejen D902.
Det forbinder dalen ved Isère-flodens udspring (Tarentaise-dalen) og dalen langs Arc-floden (Maurienne-dalen) mellem Val-d'Isère i nord og Bonneval-sur-Arc i syd. Passet blev åbnet for vejtrafik i 1937. I anledning af åbningen af passet udstedte det franske postvæsen et frimærke med bjergvejen som motiv.
Passet er typisk åbent for vejtrafik fra først i juni til oktober. Passet er en del af ruten Route des Grandes Alpes. Fra Val d'Isere til Lanslebourg-Mont-Cenis er der 49 km.
Fra byen Bourg-Saint-Maurice i Tarentaise-dalen stiger terrænet 1.955 højdemeter over knap 48 kilometer landevej til toppen af bjergpasset Col de l'Iseran.
Det næsthøjeste vejpas i Frankrig er Col Agnel, der forbinder Frankrig og Italien. Det næsthøjeste vejpas i Alperne er det italienske Passo Stelvio.

## Galleri
- Passets begyndelse i Tarentaise-dalen nord for Val d'Isére
- Bro over floden Isére
- Skilift ved bjergvejen (Val d'Isére)
- Passet i Tarentaise-dalen
- Passet i Maurienne-dalen
- Passet i Maurienne-dalen
- Passet i Maurienne-dalen
- Passet i Maurienne-dalen

## Tour de France på Iseran-passet
I 1938 var passet første gang en del af en 311 km lang 15. etape fra Briancon til Aix Les Bains.
I 1939 blev den første bjergenkeltstart i Tour de France kørt over Col de l'Iseran.
I 1963 var Iseran-passet en del af en etape fra Grenoble til Val-d'Isère på 16. etape.
I 1992 indgik Iseran-passet på en etape fra St. Gervais til Sestriere i Italien.
I 1996 var passet en del af ruten, men etapen måtte afkortes på grund af dårligt vejr på Iseran og Col du Galibier.

På 9. etape skulle en bjergetape gå fra Val d'Isere over 196 kilometer til Sestriere via passet Col de l'Iseran og gennem Maurienne-dalen til Col du Galibier. Etapen blev på grund af dårligt vejr forkortet og sat i gang i byen Le Monetier-les-Bains 46 kilometer fra Sestriere. Bjarne Riis vandt etapen.
I 2007 var Iseran-passet en del af en etape fra Val-d'Isère til Briancon.
I 2019 var Col de l'Iseran en del af 19. etape fra Saint-Jean-de-Maurienne til Tignes.

Etapen blev på grund af uvejr og jordskred ved Tignes neutraliseret efter de første ryttere var kørt over Col de l'Iseran. Tignes var sidste stigning efter Col de l'Iseran.